# رایانه راه دور
رایانه راه‌دور رایانه‌ای است که هر کاربری تواناییِ دسترسی فیزیکی به آن را ندارد اما می‌تواند از طریق شبکه رایانه‌ای به آن دسترسی پیدا کند.
نرم‌افزار دسکتاپ راه دور به افراد، اجازهٔ  کنترل رایانه راه‌دور  از طریق رایانه دیگر را می‌دهد. ابزارهای بسیاری وجود دارند که بتوان به رایانه‌های راه‌دور  دسترسی پیدا کرد. از جمله این ابزارها، پوسته ایمن، انواع کارخواه تلنت، رایانه مجازی تحت شبکه، ریموت‌پی‌سی، لاگ‌می‌این، تیم‌ویوئر، نرم‌افزار گرافیک راه دور و غیره هستند.